# World Snooker Academy
Uzasadnienie:  WSA jest tylko jedną z instytucji w budynku EIS
World Snooker Academy to zakład multi-sportu w Sheffield, Anglia. Obiekt zaprojektowany przez FaulknerBrowns Architects został otwarty w grudniu 2003 r. Koszt powstania obiektu to £ 24 milionów. Jego główną cechą jest 200-metrowy kryty tor ale oferuje również kilka innych aren sportowych, jak również dużą siłownię i rozległe obiekty medycyny sportowej. Obiekt jest zarządzany przez SIV (Sheffield International Venues), dział Rady Miasta Sheffield.
Obiekt jest miejscem szkolenia wiele sportów, w tym: lekkoatletyka, koszykówka, boks, szermierka, futsal, judo, netball, tenis stołowy, siatkówka czy snooker. W tym obiekcie istnieje wiele klubów, w których to sportowcy specjalizują się w wyżej wymienionych dyscyplinach
Od 2008 roku, miejsce gości mecze kwalifikacyjne do Mistrzostw świata w snookerze, które odbyły się w pobliskim Crucible Theatre. Kwalifikacyjne mecze, rozgrywane wcześniej w Prestatynie, zazwyczaj odbywają się od końca lutego do początku marca. Od roku 2010 World Snooker Academy jest gospodarzem meczów kwalifikacyjnych do wszystkich turniejów snookera jak również PTC.

## Igrzyska olimpijskie 2012
World Snooker Academy – Sheffield jest aktualnie używany przez brytyjskich sportowców do propagowania Igrzysk Olimpijskich 2012, które odbędą się w Londynie. Do takich sportowców należy między innymi Jessica Ennis, która urodziła się i mieszka w Sheffield.